# Philomycus carolinianus
Philomycus carolinianus е вид коремоного от семейство Philomycidae.

## Разпространение
Този охлюв е широко разпространен в източните части на Северна Америка от Онтарио до Флорида и на запад до източен Тексас.